# Radebeuler BC 08
Der Radebeuler BC 08 ist ein deutscher Fußballclub aus Radebeul im Landkreis Meißen. Der Verein entstand im Jahr 1998 aus der Fusion der beiden Fußballabteilungen von BSV Chemie Radebeul und SSV Planeta Radebeul. Der Verein sieht sich als Nachfolger das Radebeuler BC. Die Heimstätte des Clubs ist das Weinbergstadion.

## Vorgeschichte
Der Radebeuler BC 08 versteht sich als Nachfolger des Radebeuler BC, welcher zwischen 1908 und 1945 existiert hat und als Nachfolger der BSG Chemie Radebeul, welche zu DDR-Zeiten einmal am FDGB-Pokal teilgenommen hat.

### Radebeuler BC
Der Radebeuler BC wurde im Jahr 1908 gegründet, bildete aber während des Ersten Weltkrieges eine kurzzeitige Kriegssportgemeinschaft mit Brandenburg 01 Dresden. Auf sportlicher Ebene spielte der Club bis 1945 im regionalen Bereich Ostsachsens. Etwaige Teilnahmen an der Gauliga Sachsen fanden nicht statt, jedoch spielte der Verein sechs Spielzeiten in der damals zweitklassigen Fußball-Bezirksklasse Dresden-Bautzen.

### BSG Chemie Radebeul

Historisches Logo der BSG Chemie

Im Anschluss an den Zweiten Weltkrieg wurde der RBC 1945 aufgelöst und als SG Radebeul-Ost neu gegründet. Die Sportgemeinschaft agierte anfangs in der sächsischen Landesliga (SBZ), belegte hinter der klar dominierenden SG Dresden-Friedrichstadt durchweg gesicherte Mittelfeldplätze. Im Jahre 1947 folgte eine Umbenennung in ALCID Radebeul. Mit dem Einstieg des Trägerbetriebes VEB Chemische Fabrik v. Heyden vollzogen die Sachsen eine erneute Namensänderung in BSG Chemie Radebeul.
Chemie Radebeul war ein Gründungsmitglied der 1952 gegründeten drittklassigen Bezirksliga Dresden. Die höchste Spielklasse des Bezirkes Dresden hielt Radebeul aber vorerst nur eine Spielzeit. Überregional trat die BSG Chemie Radebeul im FDGB-Pokal 1954/55 an, in der sie Traktor Teuchern in der zweiten Hauptrunde mit 1:4 unterlag. In der Folgezeit gelang erst 1983 die kurzzeitige Rückkehr in die Dresdner Bezirksliga, welche die Chemie bereits 1987 wieder verlassen musste.

### BSV Chemie Radebeul
In Folge der friedlichen Revolution und der Wiedervereinigung löste sich die BSG Chemie Radebeul auf und die Mitglieder gründeten den BSV Chemie Radebeul als Nachfolgeverein. Der BSV Chemie Radebeul verfügt zurzeit über die folgenden Abteilungen
- Aikido
- Basketball
- Geräteturnen
- Gymnastik
- Kegeln
- Laufgruppe
- Rückengymnastik
- Schach
- Seniorensport
- Tennis
- Winterschwimmen

## Geschichte

Historisches Logo der BSG Planeta

Im Jahre 1998 fusionierten die Fußballabteilungen von Chemie Radebeul und Planeta Radebeul zum historischen Radebeuler BC 08. Die 1. Herrenmannschaft spielte 2017 bis 2024 in der Sachsenliga (6. Liga).

## Stadion

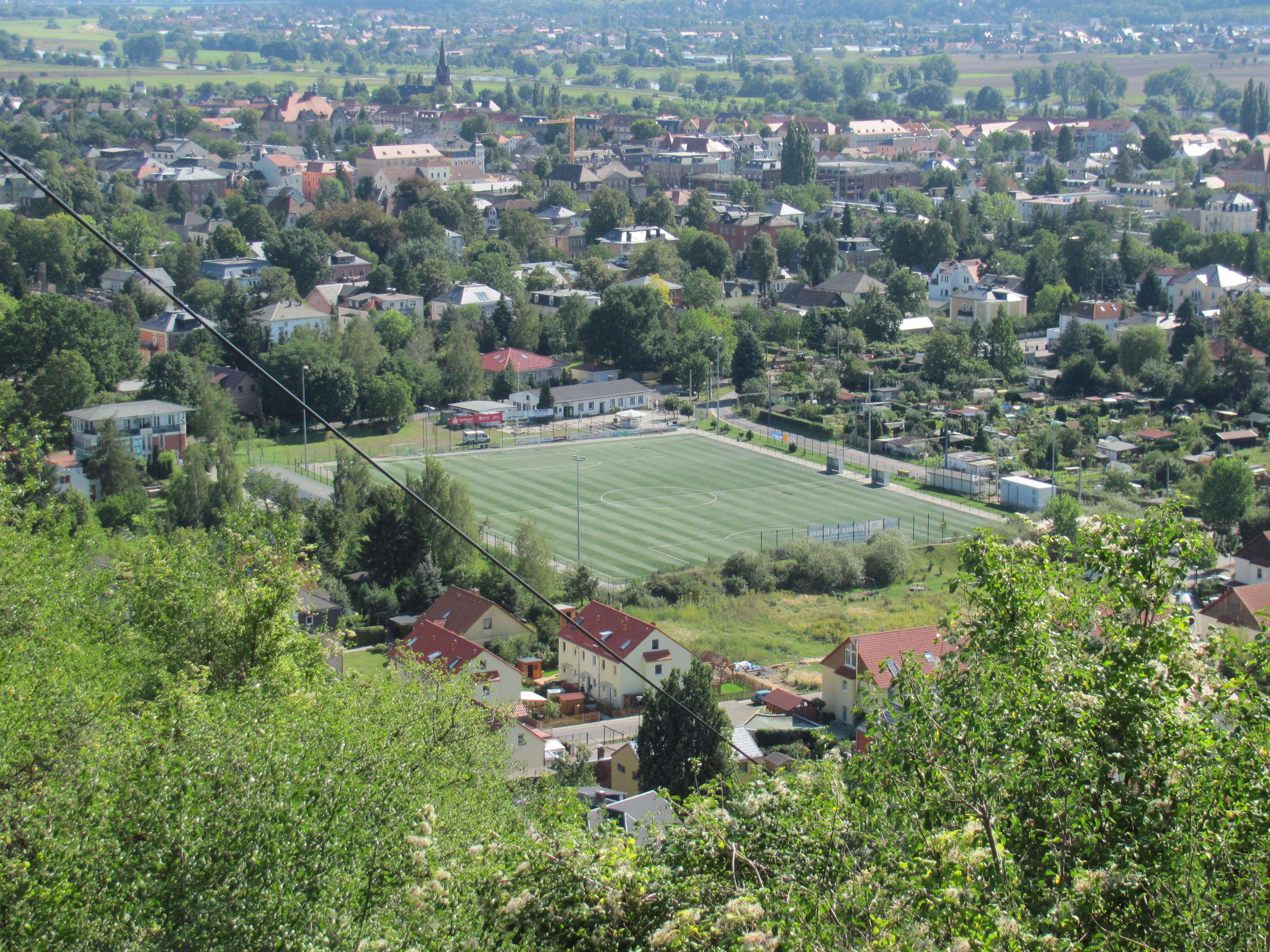
Weinbergstadion

## Trainer
- Karsten Petersohn (2004–2009)
- Hans-Jürgen Dörner (2007–2009)
- Jan Seifert (2010–2013)

## Spieler
- Ralf Bulang (?–2003, Jugend)
- Benjamin Girke (2010–2012)